# Casio fx-991ES

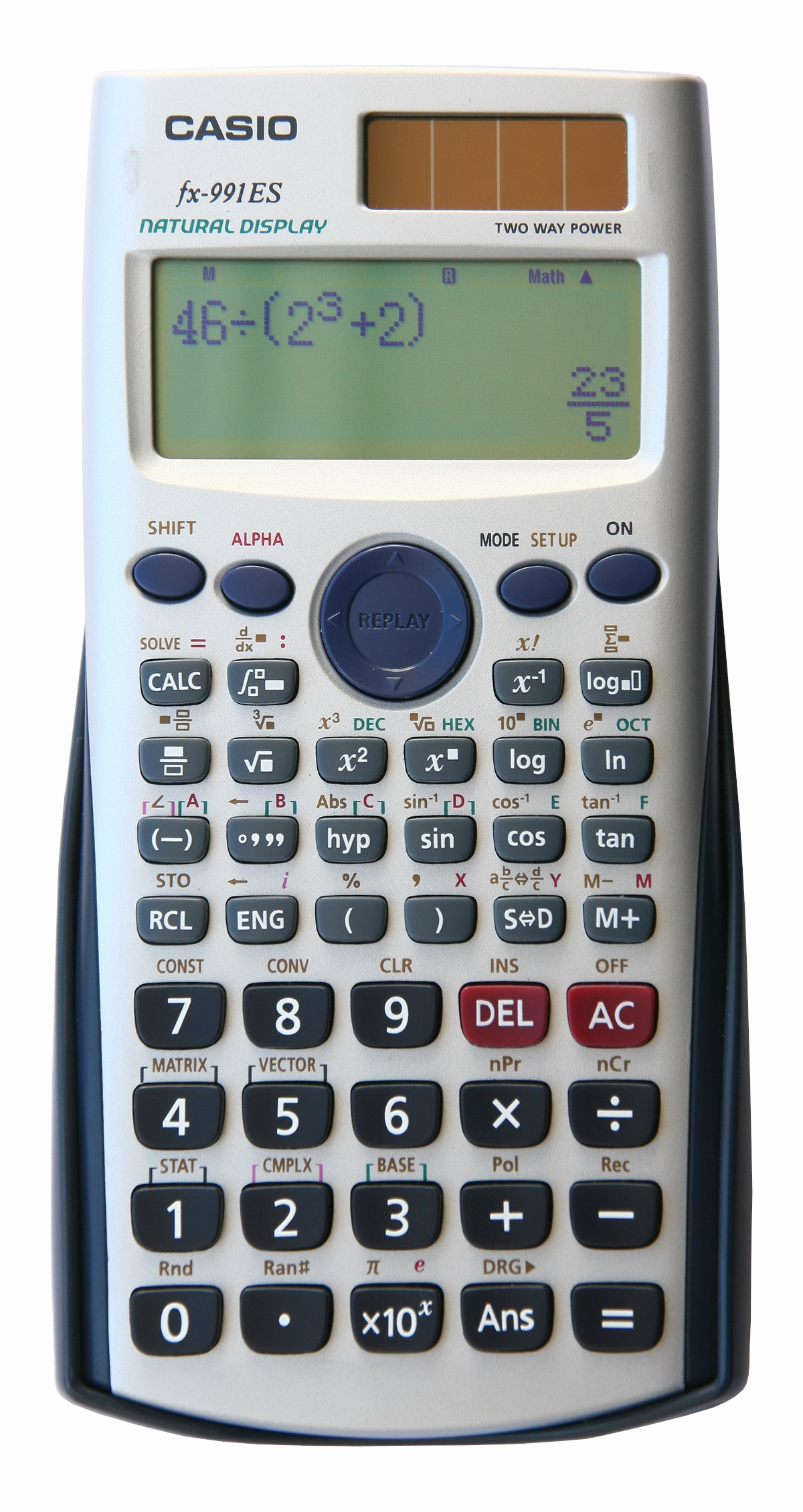
Der fx-991ES

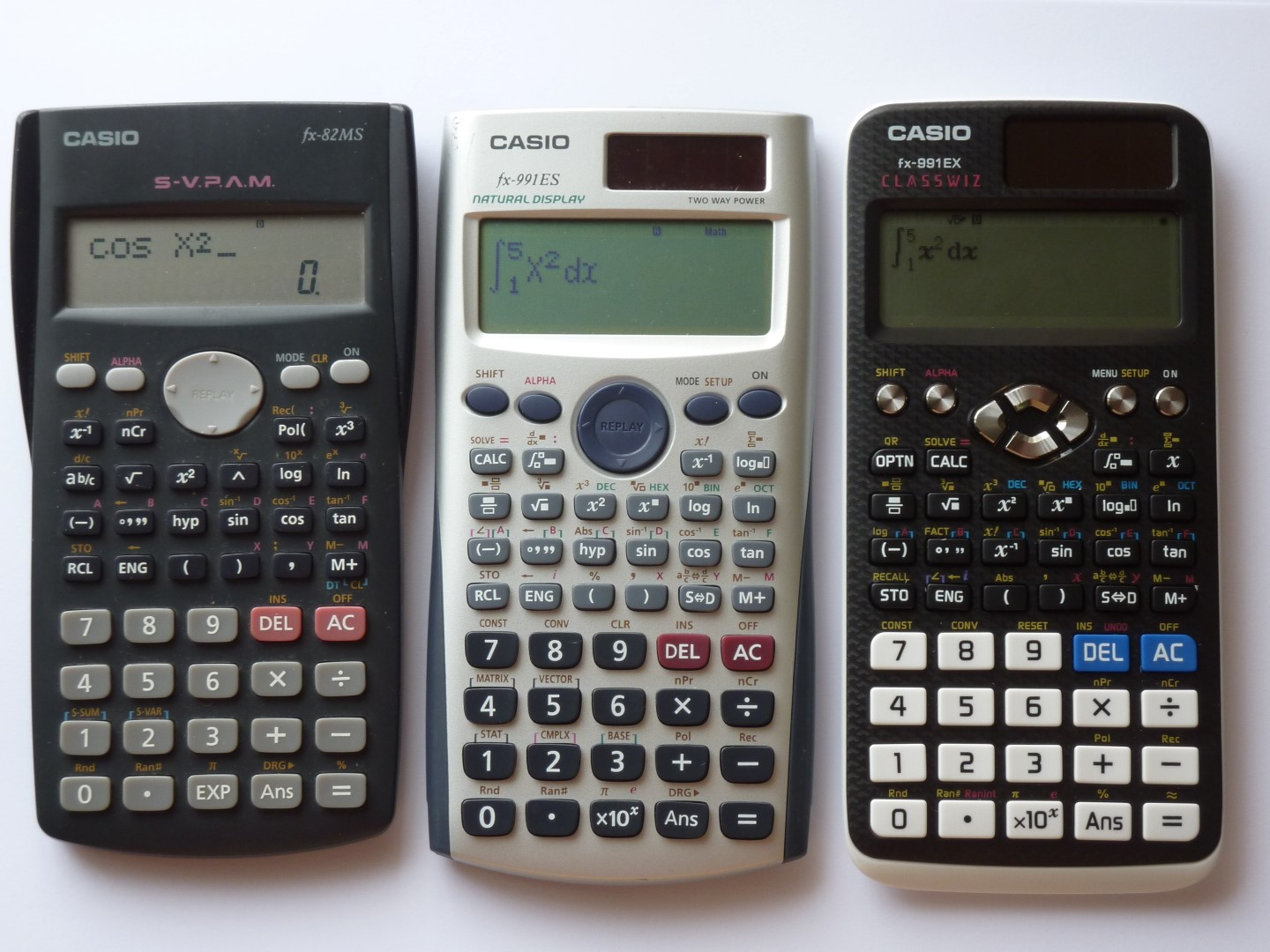
Casio fx-82MS, fx-991ES und fx-991EX im Vergleich

Der fx-991ES ist ein solar- und batteriebetriebener wissenschaftlicher Taschenrechner von Casio für Schule und Hochschule. Sein besonderes Merkmal ist die natürliche Darstellung von mathematischen Ausdrücken und Formeln durch eine 31×96-Punktmatrix. Er ist nicht programmierbar. Er erschien 2005 als Nachfolger des fx-991MS.

## Funktionen
Der Rechner bietet eine relativ hohe Funktionsvielfalt, die sonst nur bei grafischen oder programmierbaren Taschenrechnern üblich ist. So kann er unter anderem bestimmte Integrale berechnen, die Wertetabelle einer Funktion erstellen oder Rechnungen mit Vektoren ausführen. Darüber hinaus kann er lineare Gleichungssysteme (max. drei Gleichungen mit drei Unbekannten) im rationalen Zahlenbereich sowie kubische oder quadratische Gleichungen im komplexen Zahlenbereich lösen. Daneben lassen sich die gängigen Statistikfunktionen berechnen.
Der fx-991ES erlaubt bis zu 24 Klammerebenen, hat 40 physikalische Konstanten gespeichert und beherrscht 20 metrische Umrechnungen. Weiterhin besitzt er eine sogenannte Solve-Funktion, mit der eine beliebige Gleichung durch Approximation numerisch nach der Variablen {\displaystyle X} aufgelöst werden kann (nicht verwendet werden dürfen hier die Integration, die Summierung und die Differenzierung sowie Funktionen der Kombinatorik).
Sein Vorgängermodell, der „Casio fx-991MS“ bietet eine etwas niedrigere Funktionsvielfalt und nur ein einzeiliges Matrixdisplay.

### Symbolhafte Berechnung
Der fx-991ES rechnet grundsätzlich numerisch, gibt Ergebnisse zum Teil aber als Vielfache von Wurzeln, Brüchen und Konstanten an:
- rationale Zahlen in der Form {\displaystyle {\tfrac {a}{b}}}
- Quadratwurzel-Ausdrücke der Form {\displaystyle r{\sqrt {n}}+s{\sqrt {m}}} mit rationalen {\displaystyle r,s} und natürlichen {\displaystyle m,n}
- Berechnung und numerische Erkennung der Kreiszahl, so dass Ergebnisse als Vielfache von Pi in der Form {\displaystyle r\cdot \pi } mit rationalen {\displaystyle r} ausgegeben werden.

D.h. {\displaystyle 4\arctan {\tfrac {1}{5}}-\arctan {\tfrac {1}{239}}={\tfrac {\pi }{4}}} wird numerisch berechnet und dann als symbolischer Wert erkannt.
- {\displaystyle \sin x,\cos x,\tan x\ } für {\displaystyle x=}15°,30°,45°,60°,75°

### Technische Daten
| Display                      | 31 × 96 Punktmatrix (ES, ES PLUS, DE PLUS) |
| Anzahl Zeichen/Zeilen        | Obere Zeile: 15 Zeichen sichtbar, untere Zeile: 12+2 Zeichen sichtbar – Punktmatrixanzeige mit „Natural Textbook“-Darstellung. (ES, ES PLUS, DE PLUS)                       |
| Genauigkeit                  | intern: 15 Dezimalstellen, angezeigt werden 10 Dezimalstellen |
| Variablenspeicher            | 6 Variablen (A, B, C, D, X, Y) und ein Saldierender Speicher (M) (Alle fx-991er-Modelle)                                                                                    |
| Wissenschaftliche Konstanten | 40 |
| Metrische Umrechnungen       | 20 |
| Anzahl Funktionen            | 403 (DE PLUS: 580, DE X: 696) |
| Stromversorgung              | - 1 LR-44 Stützbatterie - Solarzellenbetrieb (wird bevorzugt, um Batterieleistung zu sparen) - Abschaltautomatik (Einstellbar zwischen 10 und 30 Minuten oder Komplett aus) |
| Abmessungen                  | 12,2 × 80 × 161 mm |
| Gewicht                      | 104 g (inklusive Batterien und Abdeckung) |

### Kritik
Der Taschenrechner bekam bei vielen Testberichten und Bewertungen hervorragende Zensuren, insbesondere im Preis-Leistungs-Verhältnis. Der fehlende Tastenpuffer und die daraus resultierende langsame Eingabegeschwindigkeit wird jedoch oft als Manko aufgeführt. Dieses Problem wurde jedoch bei den Nachfolgemodellen fx-991ES PLUS und fx-991DE PLUS behoben. Außerdem wurde die teilweise langsame Ausführungsgeschwindigkeit (etwa beim Berechnen gewisser Integrale) bemängelt.

## Nachfolgemodelle

### PLUS-Modelle
Bei den Plus-Modellen ist die mittlere Navigationstaste lediglich oval geformt statt kreisrund. Außerdem ist die blaue Farbe der Tasten SHIFT, ALPHA, REPLY, MODE/SETUP und ON heller. Mit den Plus-Modellen ist nun auch die periodische Eingabe von Zahlen möglich, wobei die periodische Ansicht (Darstellung) von Zahlen bereits beim fx-991ES möglich war.

#### fx-991ES PLUS
Mit dem FX-991ES PLUS hat Casio den Vorgänger den fx-991ES leicht überarbeitet. Der Taschenrechner ist seit 2010 auf dem Markt und bietet im Vergleich zu seinem Vorgänger ein neues Design, ein überarbeitetes Display „Natural V.P.A.M.“ mit jedoch gleicher Auflösung, drei zusätzliche Variablenspeicher und zusätzliche Funktionen, wie einen neuen Gleichungsmodus oder ganze Zufallszahlen. Dabei besitzt er die gleiche Tastenanordnung, sodass eine Umgewöhnung nicht nötig ist, wenn man vom fx-991ES zum fx-991ES PLUS bzw. fx-991DE PLUS wechselt.

#### fx-991DE PLUS

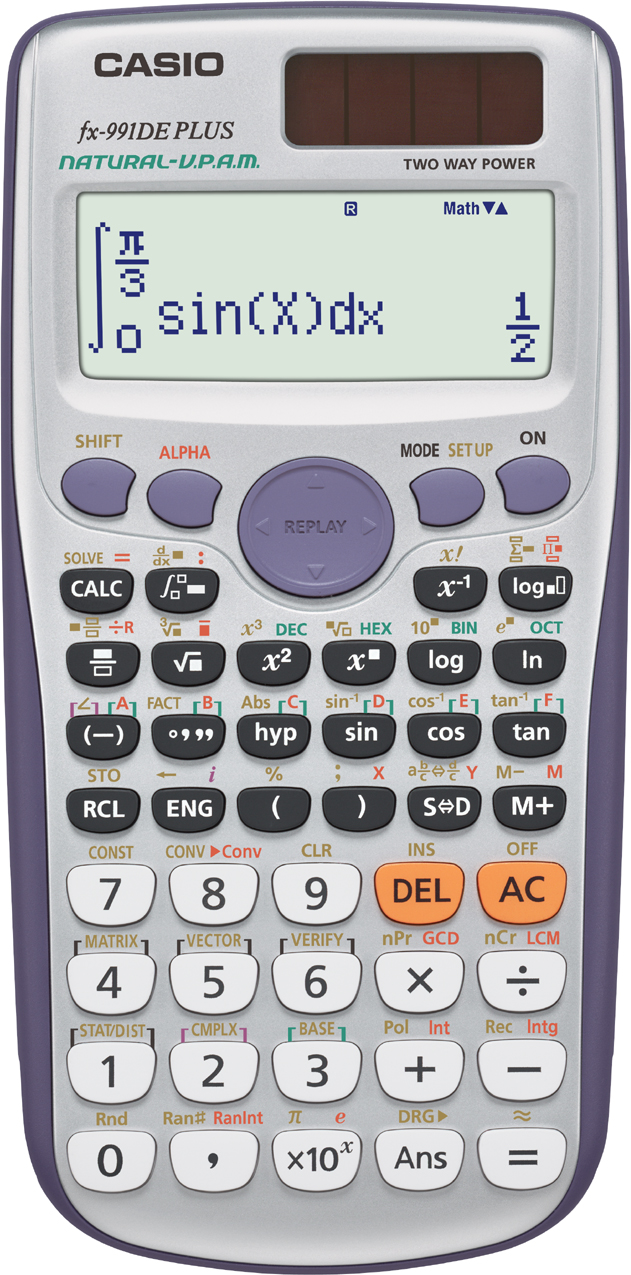
Nachfolgemodell fx-991DE PLUS

Seit 2011 gibt es mit dem fx-991DE PLUS eine zusätzliche Erweiterung des fx-991ES, die nur für den deutschen Markt entwickelt worden ist, daher ist die Menüsprache auch vorwiegend Deutsch. Die Funktionalität ist im Vergleich zum fx-991ES PLUS noch einmal auf 580 Funktionen erweitert worden. So lassen sich mit dem FX-991DE PLUS weitere Verteilungsfunktionen (Binomialverteilung, Poisson-Verteilung) berechnen und Ungleichungen lösen, was mit dem fx-991ES PLUS noch nicht möglich ist. Es lässt sich auch die Primfaktorzerlegung einer maximal zehnstelligen natürlichen Zahl bestimmen, allerdings werden nur Teiler kleiner als 1000 getestet. So wird etwa die Zahl 3647460817 als 7⋅11⋅13⋅(3643817) zerlegt, wobei das Einklammern des letzten Faktors darauf hinweisen soll, dass er Primfaktoren größer als 1000 enthalten könnte. Eingeklammerte Faktoren bis 1 000 000 sind jedoch Primzahlen, da ein Teiler, der größer als 1000 ist, immer einen Teiler kleiner 1000 nach sich zöge.

##### Funktionen
| Funktion | Funktionsbeschreibung | FX991ES | FX991DE PLUS  |
| -------- | --- | ------- | ------------- |
| COMP     | - Lösen von Gleichungen - Primfaktorzerlegung - Brüche, periodische Dezimalbrüche, z. B. {\displaystyle {\frac {1}{47}}=0{,}{\overline {0212765957446808510638297872340425531914893617}}} - kgV und ggT | ✔ (1)   | ✔ (erweitert) |
| STAT     | | ✔ (3)   | ✔             |
| TABLE    | Funktionswerte tabellieren | ✔ (7)   | ✔             |
| DIST     | | ×       | ✔             |
| EQN      | | ✔ (5)   | ✔             |
| MATRIX   | | ✔ (6)   | ✔             |
| INEQ     | | ×       | ✔             |
| VECTOR   | | ✔ (8)   | ✔             |
| VERIF    | Überprüfen, ob Rechnungen oder Gleichungen der Wahrheit entsprechen. Zum Bsp. 142857×7=(10⁶)-1=999999 (Ausgabe: TRUE)                                                                                   | ×       | ✔             |
| CMPLX    | Rechnung mit komplexen Zahlen (rechtwinklig oder polar dargestellt) | ✔ (2)   | ✔             |
| BASE-N   | Rechnung mit und Umrechnung von dezimalen, hexadezimalen, oktalen und binären Zahlen bis zu (2³¹-1)10 = (2147483647)10                                                                                  | (4)     | ✔             |

#### fx-991DE X CLASSWIZ

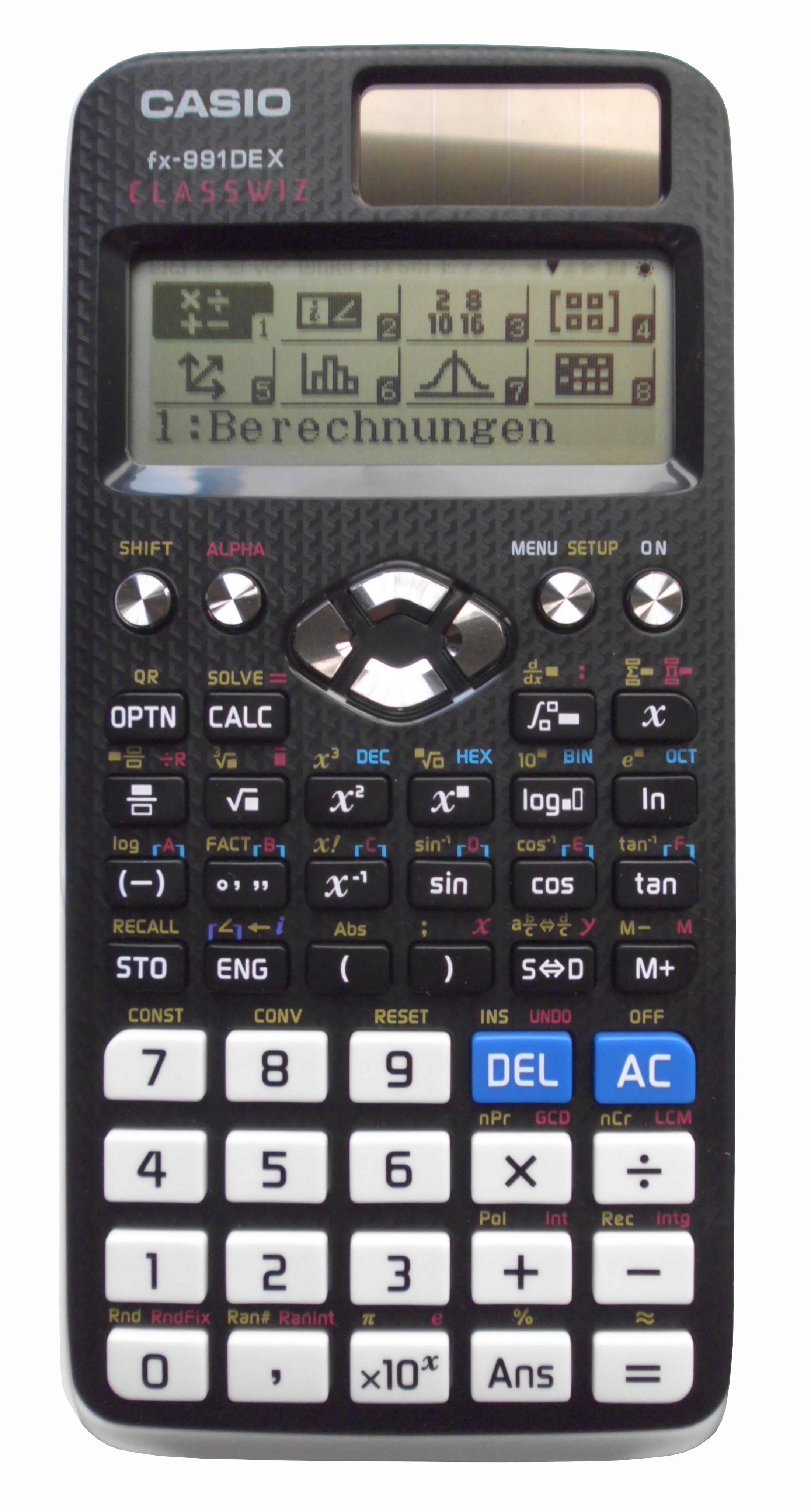
fx-991DE X

Seit März 2015 ist das an die moderne technische Entwicklung angepasste Modell fx-991DE X CLASSWIZ erhältlich. Es besitzt ein hochauflösendes LC-Display mit 192×63 Bildpunkten, also eine vierfache Auflösung gegenüber den Vorgängermodellen, und einen etwa fünf Mal so schnellen Prozessor. Die Funktionalität wurde auf 696 Funktionen erweitert. Eine wesentliche Verbesserung stellt hierbei die Verarbeitung von 4×4-Matrizen mit Transformation in Stufenform und das Lösen von Gleichungssystemen 4. Ordnung dar. Dieses Modell bietet zusätzlich eine Tabellenkalkulation, wobei der Tabelleninhalt im flüchtigen Speicher abgelegt wird und daher beim Ausschalten verloren geht. Neu ist auch, dass Werte und Funktionen als QR-Code angezeigt und mittels Smartphone online analysiert oder grafisch dargestellt werden können.

#### fx-991DE CW

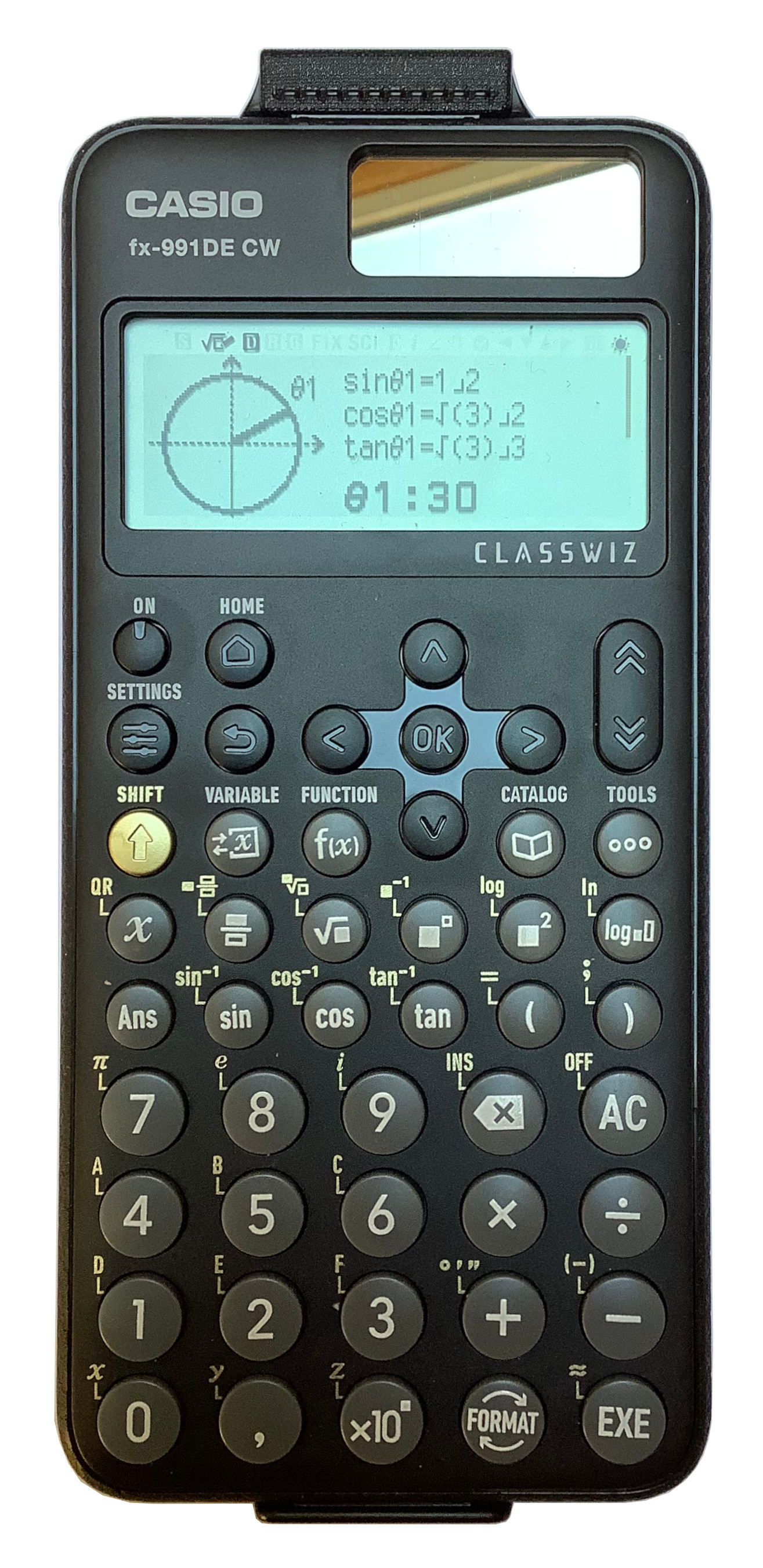
fx-991DE CW

Seit 2023 ist das Modell fx-991DE CW verfügbar. Es besitzt eine höhere Rechengenauigkeit (23 interne Dezimalstellen). Der Prozessor ist leistungsfähiger. Es lassen sich zwei Funktionen f und g festlegen und anschließend in Berechnungen verwenden. Die ALPHA-Taste ist zugunsten einer stärkeren Menüorientierung verschwunden. Es gibt eine Anwendung „Mathebox“, die Zufallsexperimente mit Würfeln und Münzen anbietet, Relationen auf der Zahlengerade und Winkel im Einheitskreis oder auf der Uhr visualisiert. Die Anzeige unterstützt vier Graustufen.

## Zulassung an Schulen und Hochschulen
Schulen und Prüfer an Hochschulen legen fest, welche Hilfsmittel und konkret Taschenrechner im Unterricht und bei Prüfungen erlaubt sind. Häufig sind z. B. programmierbare Taschenrechner in Prüfungen nicht zugelassen.
Der fx-991ES ist in einigen Fällen zugelassen, im Gegensatz zu den Plus-Modellen, welche manchmal wegen erweiterter Lösungsfunktionen linearer Gleichungen ausgeschlossen werden. Die FernUniversität in Hagen beispielsweise lässt die „Casio fx-991“ Modellreihe nicht zu. Nur die etwas einfacheren Modelle von Casio, die fx-86 und fx-87 (z. B. das aktuelle deutsche Modell fx-87DE X CLASSWIZ), sind bei Klausuren zugelassen. Der Gebrauch anderer als der erlaubten Modellreihen von Taschenrechner „wird als Täuschungsversuch gewertet und mit der Note „nicht ausreichend“ (5,0) sanktioniert“.

## Erstellung von Lehrmaterialien
Für alle Varianten der fx-991-Modellreihe sind auf der CASIO WEW Worldwide Education Website TrueType-Fonts mit den Tastatursymbolen kostenlos verfügbar. Hiermit lässt sich das Vorgehen bei der Berechnung z. B. in Textverarbeitungs- oder Präsentationsdokumenten anschaulich erklären.
Für LaTeX steht mit graph35 ein Paket zur Verfügung, mit dem sich Tastensymbole sowie Teile des Bildschirms darstellen lassen. Dieses ist primär für die Taschenrechner Graph 35 sowie fx-9750GII gedacht, kann jedoch mit Einschränkungen auch für die fx-991-Modelle verwendet werden.